# آنوبیاس هاستیفولیا
آنوبیاس هاستیفولیا (Anubias hastifolia) گونه ای آنوبیاس متعلق به تیره گل‌شیپوریان است. این گونه اولین بار توسط آدولف انگلر در سال ۱۸۸۹ معرفی شد  و در سال ۱۸۹۳ توسط او به صورت علمی توصیف شد. 

## توزیع
این گونه بومی کشورهای غنا، نیجریه، کامرون، گابن و جمهوری دموکراتیک کنگو است.

## توضیحات
آنوبیاس هاستیفولیا دارای برگ های تیغه های است که می تواند تا ۳۳ سانتیمتر طول و 14 سانتیمتر عرض داشته باشد و از نظر شکل نسبتاً متغیر و از بیضی تا نیزه ای شکل متغیرند. ساقه های برگ به طور کلی بلندتر از تیغه و بعضاً به ۶۷ سانتیمتر نیز میرسد.

## اکولوژی
این گیاه در ساحل رودخانه های کوچک جنگلی، روی صخره ها یا در داخل گِل رشد می کند. در طول سال گل می دهد و از سپتامبر تا ژانویه میوه می دهد. 

## مراجع
1. ↑  Ghogue, J.-P. (2010). "Anubias hastifolia". IUCN Red List of Threatened Species. IUCN. 2010: e.T185499A8423319. doi:10.2305/IUCN.UK.2010-3.RLTS.T185499A8423319.en. Retrieved 29 May 2023.
2. ↑  Engler, Adolf (1889). "Araceae". Mittheilungen von Forschungsreisen und Gelehrten aus den Deutschen Schutzgebieten. 2: 149.
3. ↑  Engler, Adolf (1893). "Beiträge zur Flora von Afrika III". Botanische Jahrbücher für Systematik, Pflanzengeschichte und Pflanzengeographie. XXVI: 462.
4. ↑  Crusio WE (1987). "Die Gattung Anubias SCHOTT (Araceae)". Aqua Planta. Sonderheft (1): 1–44.